# Conval
Saint Conval fait partie des saints bretons légendaires non reconnus officiellement par l'église catholique romaine.
Il aurait vécu à Penvénan et à Plougrescant.

## La légende de saint Conval
Saint Conval s'établit d'abord dans le bois du Gars, entre Hanvec et L'Hôpital-Camfrout. Désirant y construire son oratoire, il coupa des pieds de chêne que le seigneur du lieu gardait. Celui-ci, furieux, le chassa. En quittant les lieux, le saint annonça que, désormais, on ne trouverait plus dans le bois du Gars de quoi façonner un timon de charrette. Cette malédiction s'est réalisée : on n'y trouve plus que taillis et fourrés. Saint Conval se réfugia alors dans la forêt du Cranou, où le seigneur local, plus complaisant, l'autorisa à utiliser tous les arbres à sa guise. En récompense, le saint déclara que, dans la forêt du Cranou, jamais le bois ne manquerait. Ce qui, jusqu'à présent, s'est vérifié.

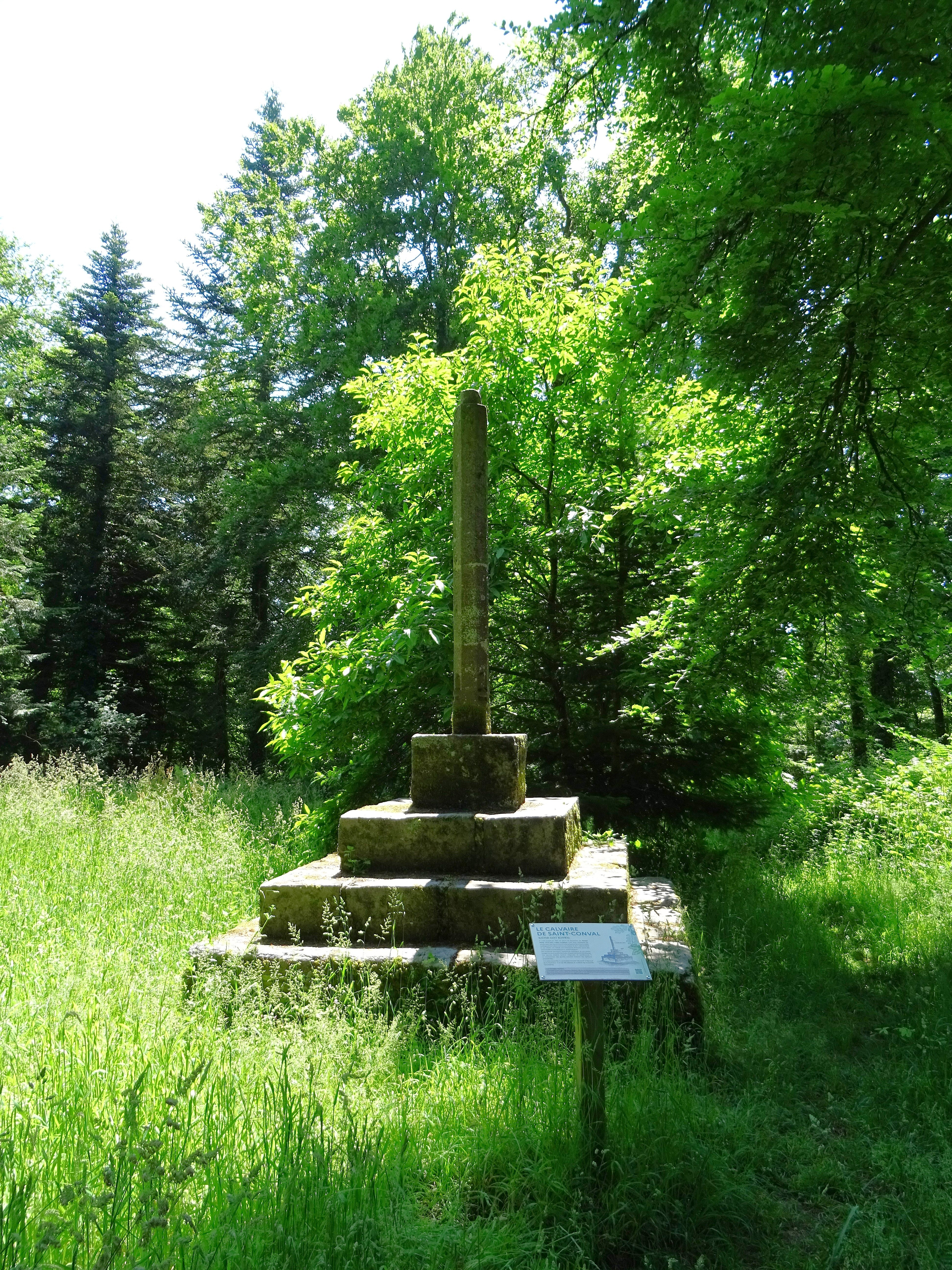
Le calvaire Saint-Conval (1627, en kersantite, de Roland Doré ; seul le fût du calvaire subsiste).
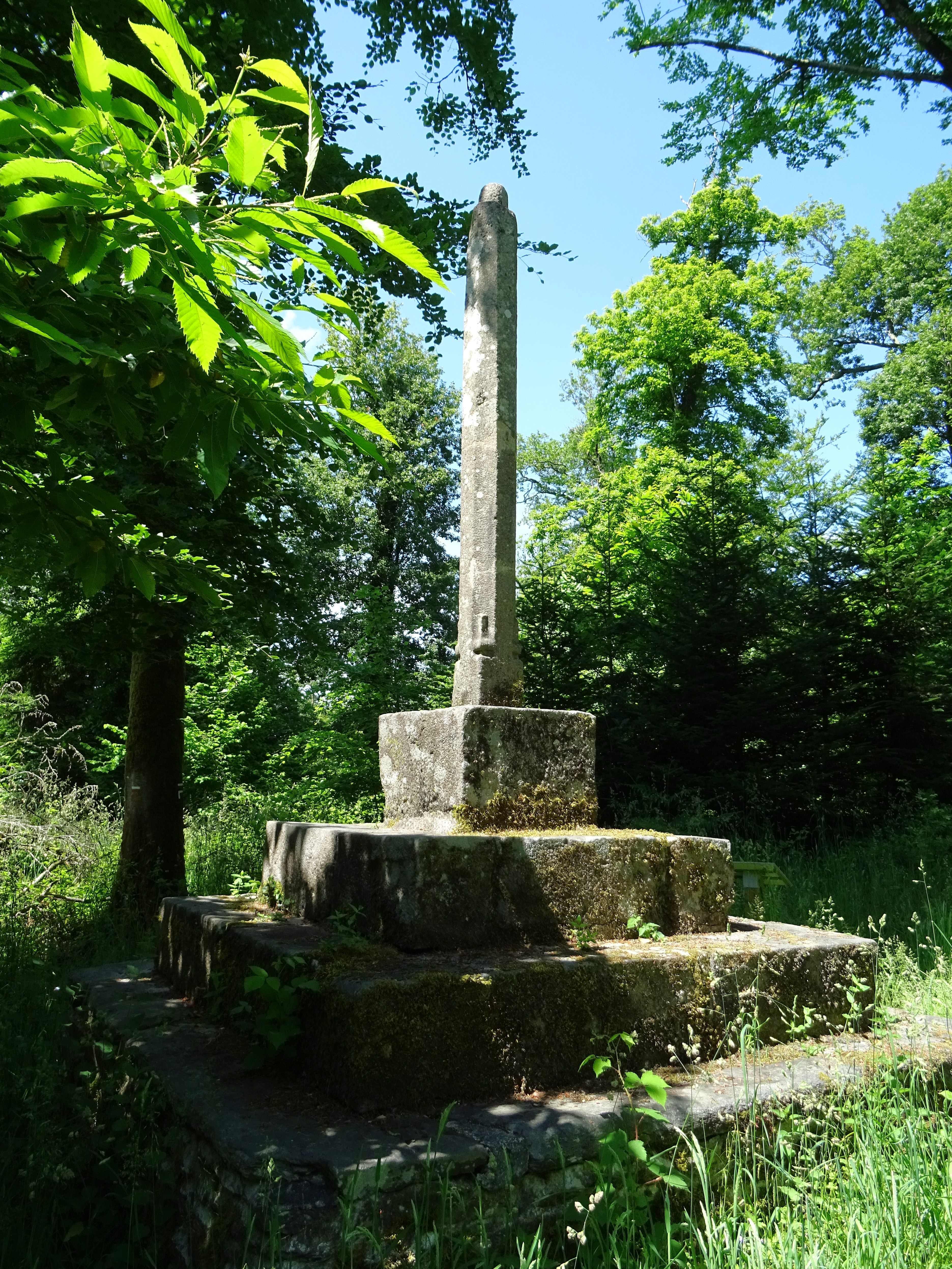
Le calvaire Saint-Conval (1627, en kersantite, de Roland Doré ; seul le fût du calvaire subsiste).
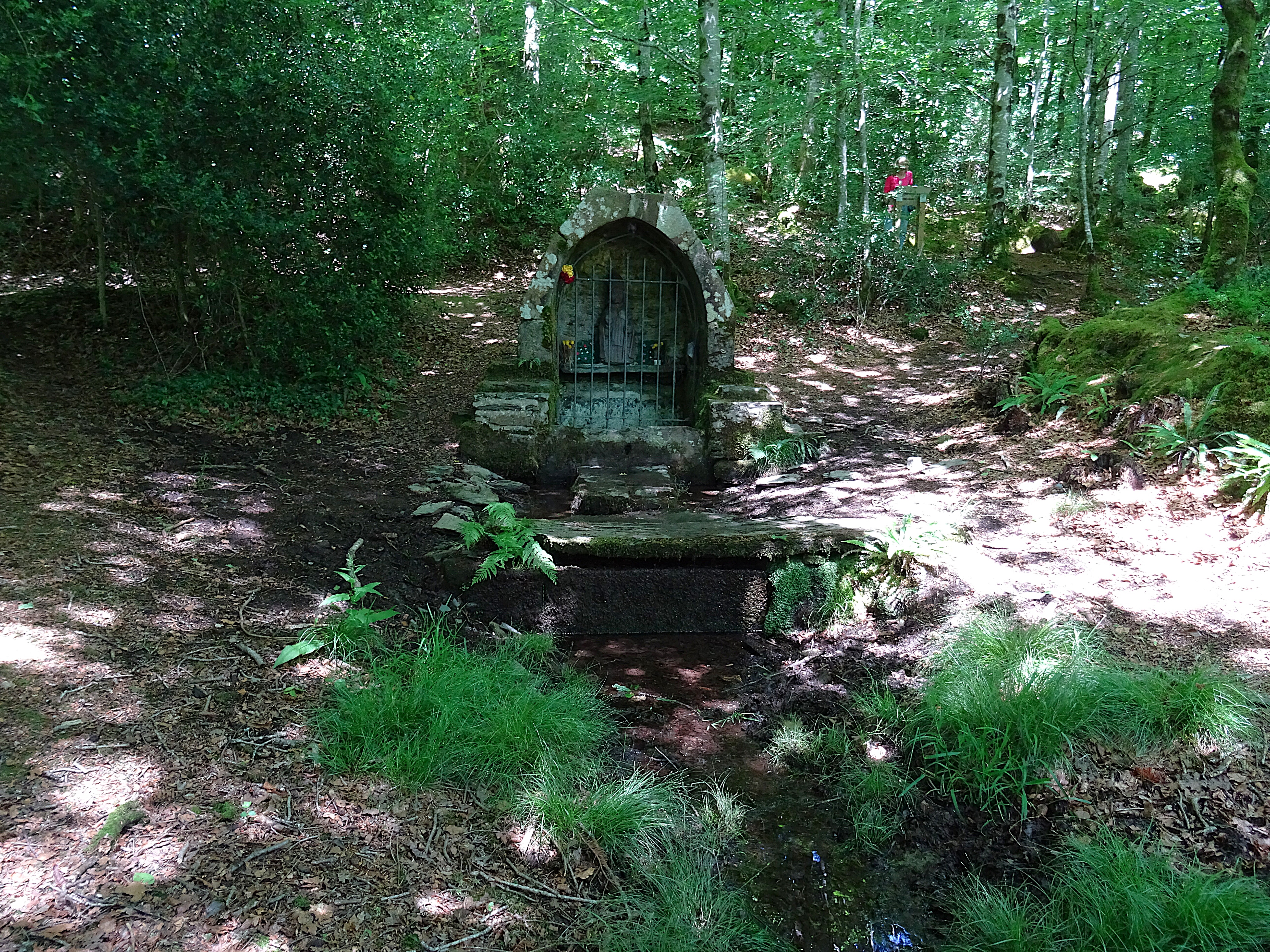
La fontaine Saint-Conval : vue d'ensemble du site.
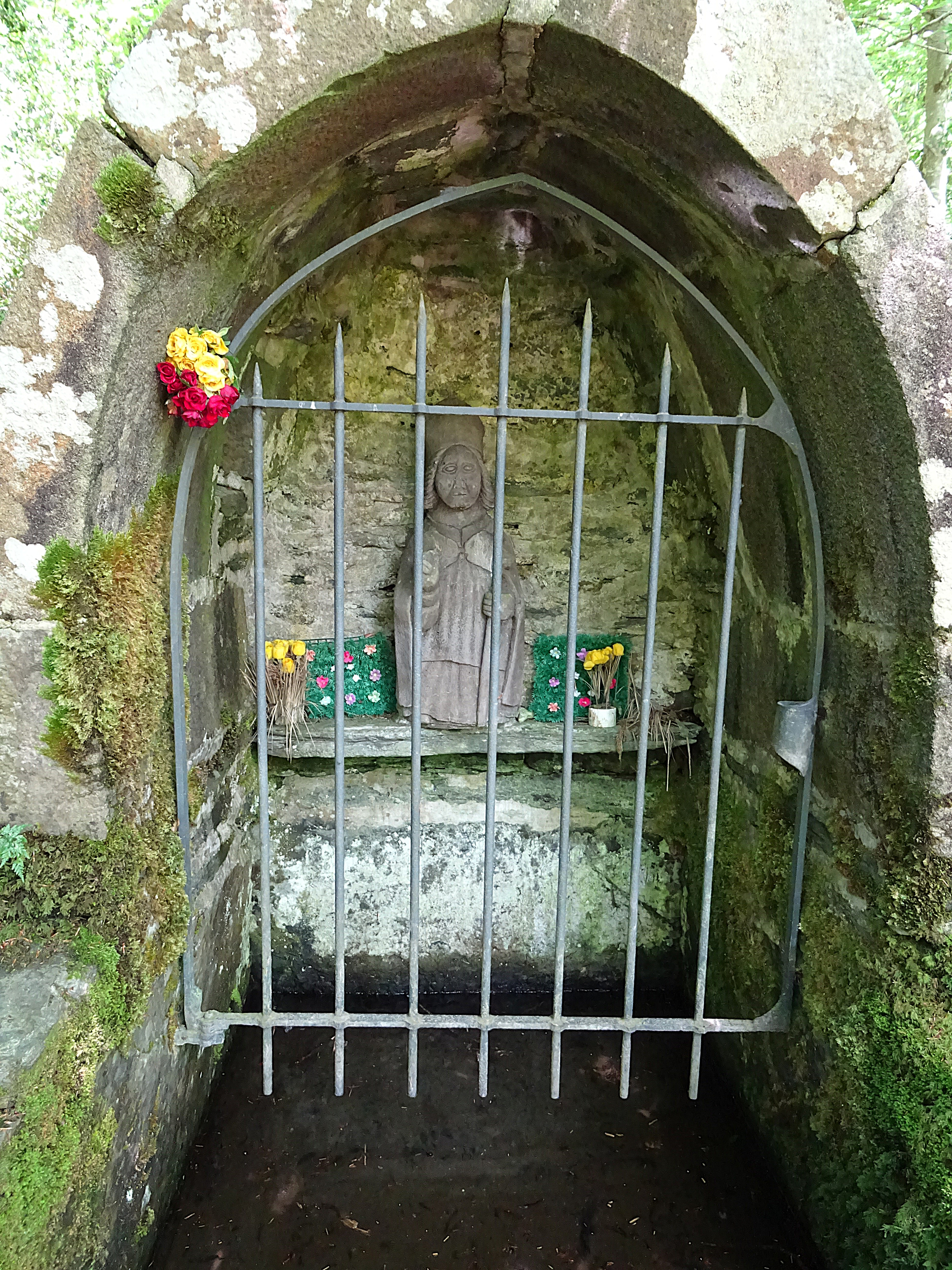
La fontaine Saint-Conval : la niche et sa statue.

| Breton                                                                                    | Sens en français |
| ----------------------------------------------------------------------------------------- | --- |
| E Coat-ar-Harz Biken goal-kar n'vo kad ebars. E coat ar C'hranou Birviken coat na vankou. | Dans le bois du Gars Jamais on ne trouvera de quoi façonner un timon de charrette. Dans la forêt du Cranou Jamais bois ne manquera. |

## Ses traces et son culte dans la Bretagne actuelle

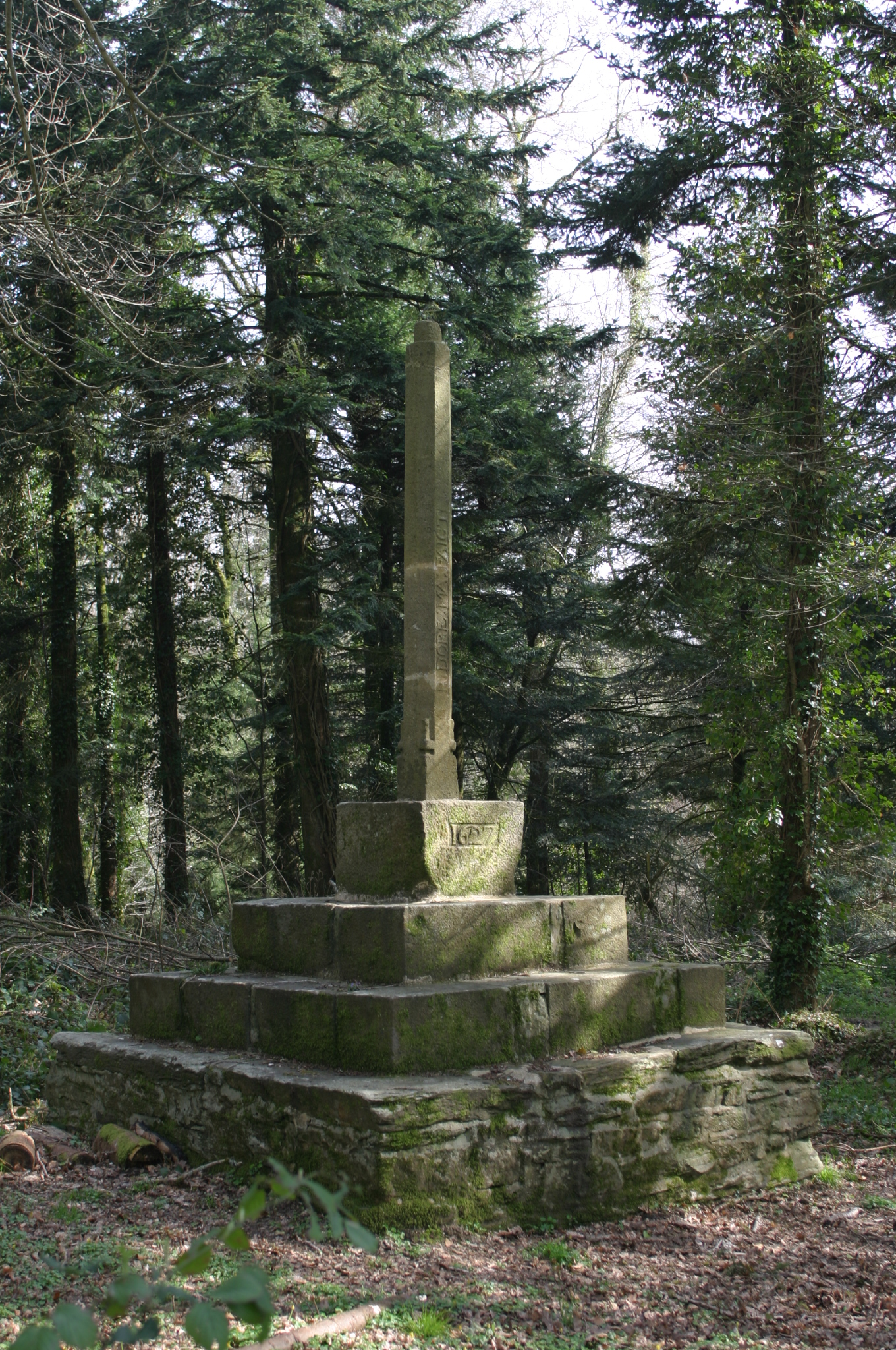
Calvaire – Forêt du Cranou
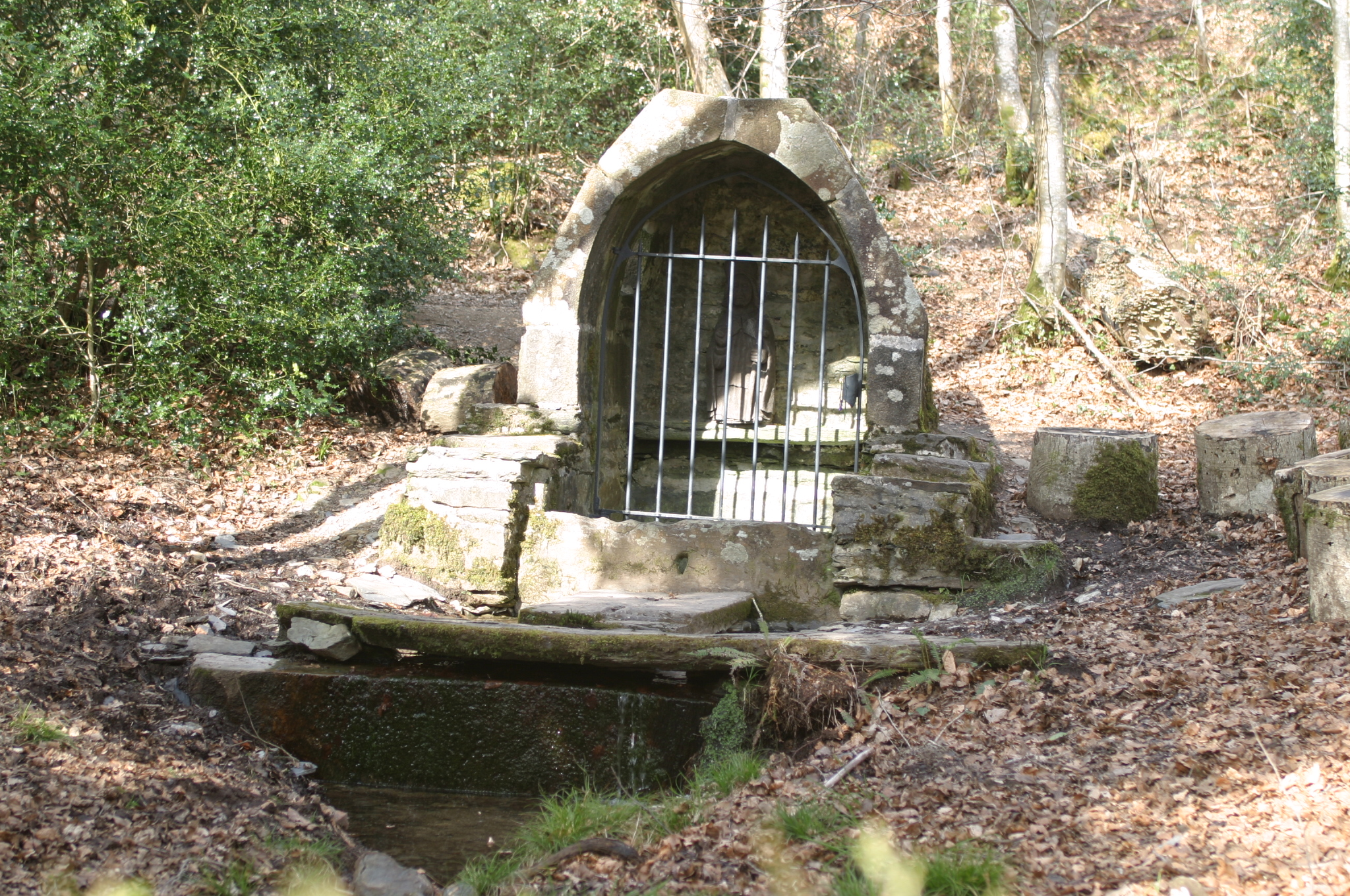
Fontaine Saint-Conval
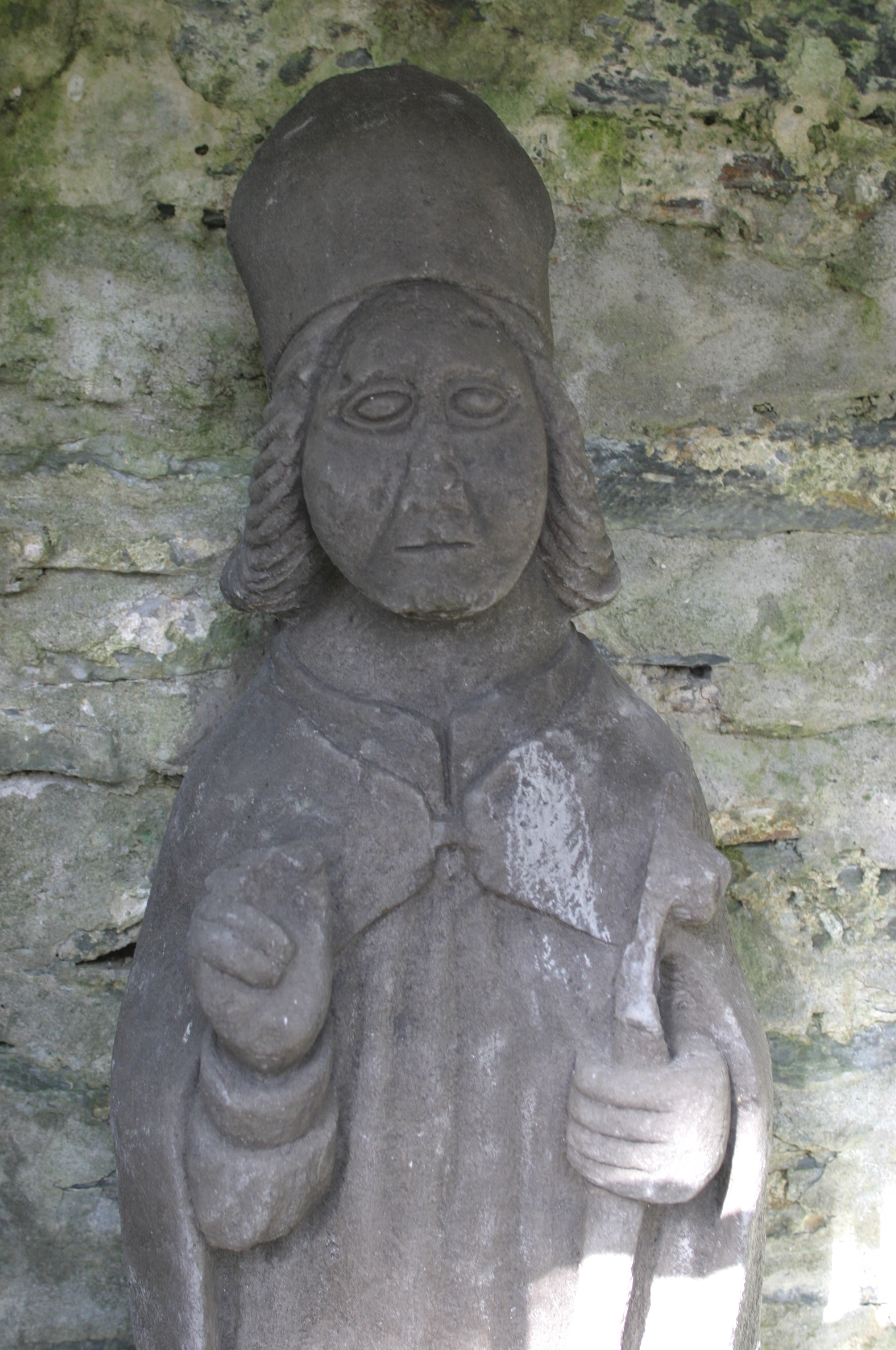
Saint Conval, copie dans la niche de la fontaine.
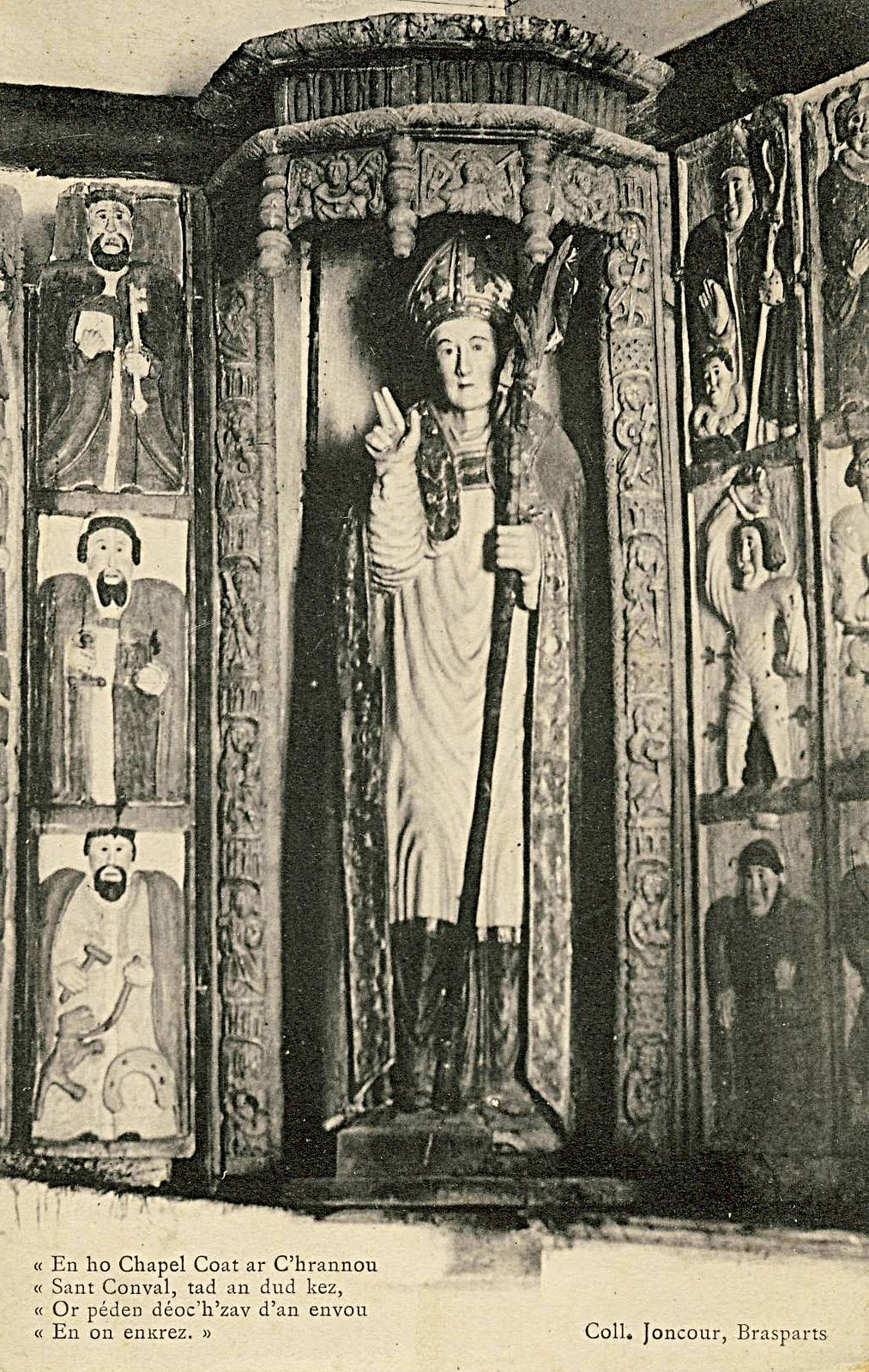
Hanvec ːancienne chapelle Saint-Conval, statue de saint Conval (carte postale).

En 1928 les statues de la chapelle Saint-Conval, exposées au vol car on pouvait facilement pénétrer dans cette chapelle isolée, sont transférées dans l'église du bourg, sur décision du recteur d'Hanvec.
Jusqu'en 1950, un prêtre de Hanvec venait dire la messe le deuxième dimanche de chaque mois dans une chapelle dédiée à saint Conval. Les fidèles venaient y jeter des pièces dans l'espoir d'obtenir des miracles. En 1942, considérant que la chapelle est trop éloignée pour les séances de catéchisme, le curé de l'époque demande son transfert à Kerancuru. La nouvelle chapelle, réédifiée à Toulboën, n'a conservé de l'ancienne chapelle Saint-Conval que son clocher.

Cette chapelle mesurait environ 20 mètres de longueur et se composait d'une nef de 6 mètres de largeur, d'un transept à deux branches et d'une abside à trois pans. Le petit clocher, à unique chambre de cloche, avait pour couronnement un dôme et un lanternon carré. Au côté droit de la porte ouest, se trouvait une table d'offrandes, engagée dans le mur et portée par deux encorbellements ; elle était abritée par une sorte d'auvent ou de toiture avancée soutenue par deux poteaux en pierre.

Un calvaire qui appartenait à la chapelle Saint-Conval ne subsiste que le fût d'une ancienne croix dont les personnages étaient tombés et étaient remisés au bas de la nef. Sur ce fût, est gravée cette inscription : 1627. R . DORE . MA . FAICT. Roland Doré, maître sculpteur à Landerneau, est nommé sculpteur du roi en Bretagne en 1649.

À l'intérieur, un bénitier portait la date de 1588. Statues visibles en 1912 :

« 1° Saint Conval, représenté en évêque ou abbé, revêtu d'une chape à riches orfrois, coiffé de la mitre, bénissant de la main droite et tenant la crosse de la gauche. Cette belle statue est abritée dans une niche à volets dont les montants sont ornés de statuettes des douze Apôtres. Les volets portent, en bas-relief, les représentations de saint Pierre, saint Paul, saint Éloi, avec petit cheval minuscule, marteau, et grand fer à cheval, aussi étendu que l'animal auquel il est destiné ; évêque tenant une croix en guise de crosse ; monument ou petite chapelle ; autre évêque ou abbé ; saint Nicolas, saint Sébastien, saint Fiacre, saint Yves, le riche et le pauvre.

2° Vierge assise, donnant à l'Enfant-Jésus une poire ou un biberon. La Mère et l'Enfant ont leurs robes et manteau très élégamment drapés. Les volets de la niche portent : un évêque bénissant, en chape, mitre et crosse ; saint Abujean, costumé de même, avec sa clef et son chien traditionnel.

3° Jolie petite Fuite en Égypte, de 0 m. 63 de hauteur. La Sainte Vierge, montée sur l'âne, tient dans ses bras l'Enfant-Jésus emmailloté. Saint Joseph, appuyé sur un bâton de voyage, conduit le docile animal.

4° Saint Hervé l'aveugle, avec son loup et son guide Guyc'haran.

5° Deux saints Évêques bénissants.

6° Saint Jean-Baptiste.

7° Sainte Anne, assise.

8° Christ en croix sur le tref ou poutre transversale. À ses côtés étaient précédemment la Sainte Vierge et saint Jean qui font maintenant suite aux autres statues.

9° Panneau de Kersanton sur lequel sont en sculpture : la croix, la couronne d'épines, les instruments de la Passion et les cinq Plaies. »

Le prêtre attaché autrefois au service de la chapelle de Saint-Conval, avait sa maison au village de Kervinou, où elle est encore désignée sous le nom de maner Sant-Conval. (Paul Peyron).

La fontaine de la forêt de Cranou (XVIe – XVIIe siècle), située à 200 mètres au nord de la chapelle, abritée par un grand édicule à voûte ogivale, faisait partie de la chapelle Saint-Conval. À l'intérieur, la statue du saint, protégée actuellement d'une grille. Les fidèles venaient y jeter des pièces dans l'espoir d'obtenir des miracles.

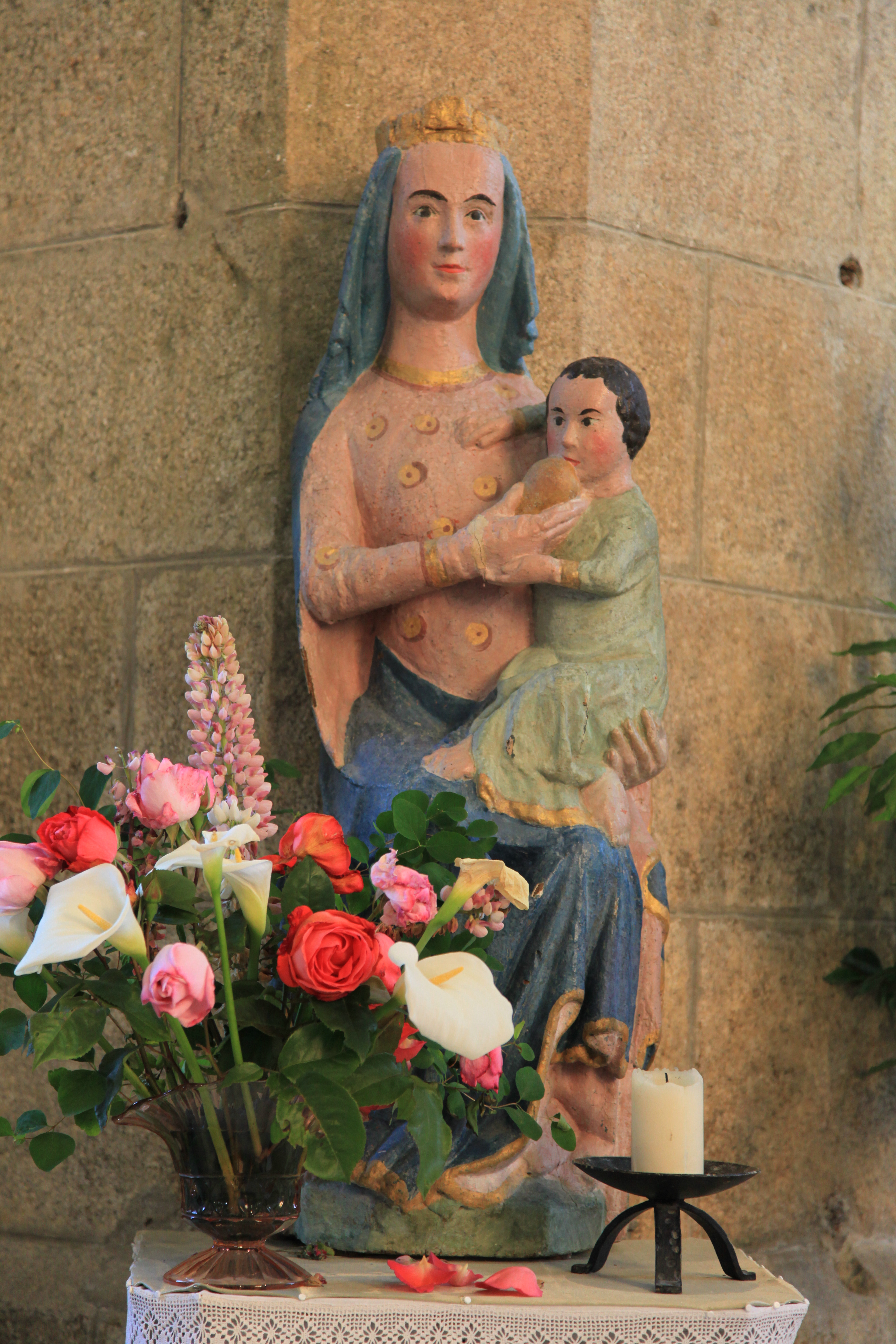
Vierge à l'Enfant
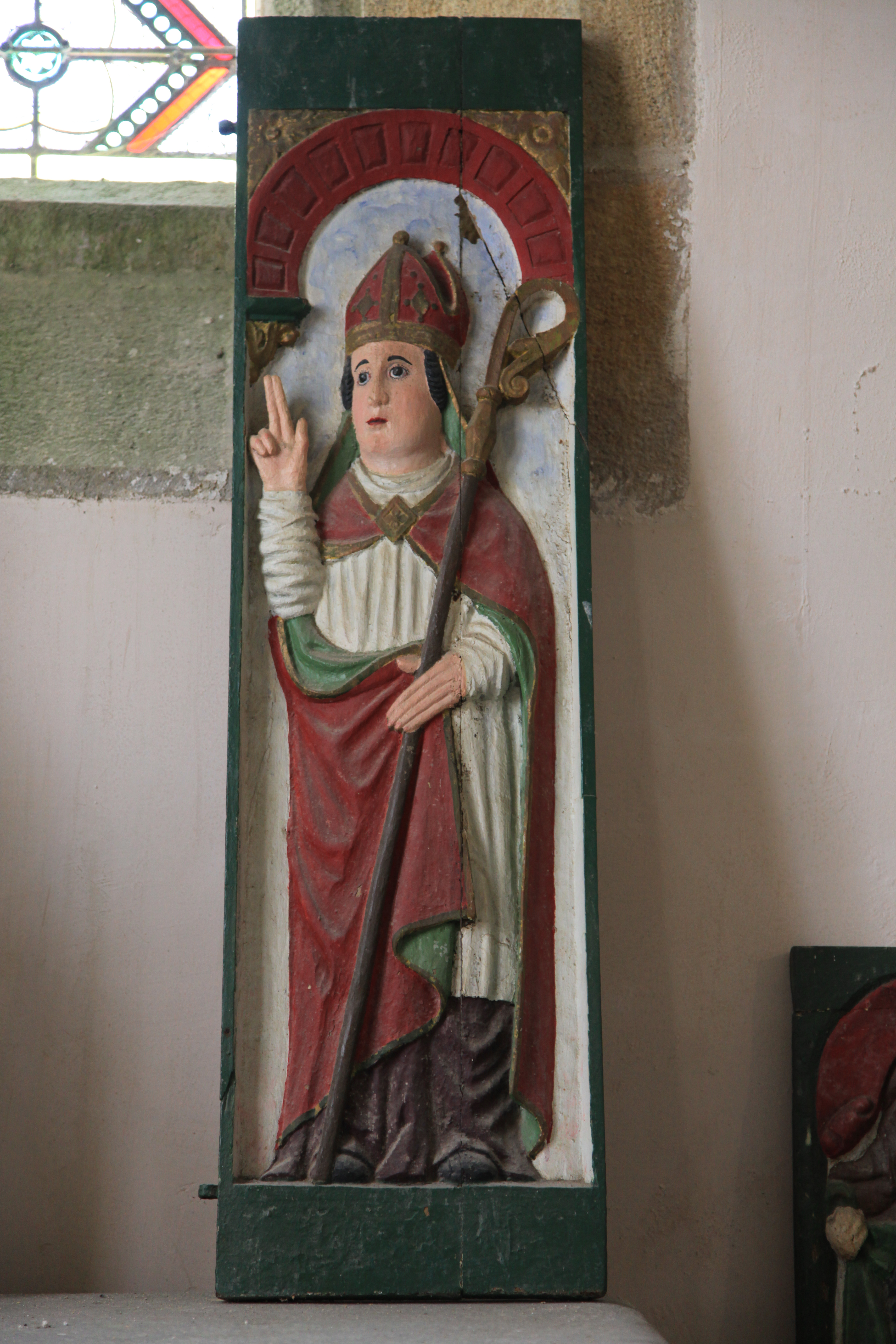
Évêque bénissant
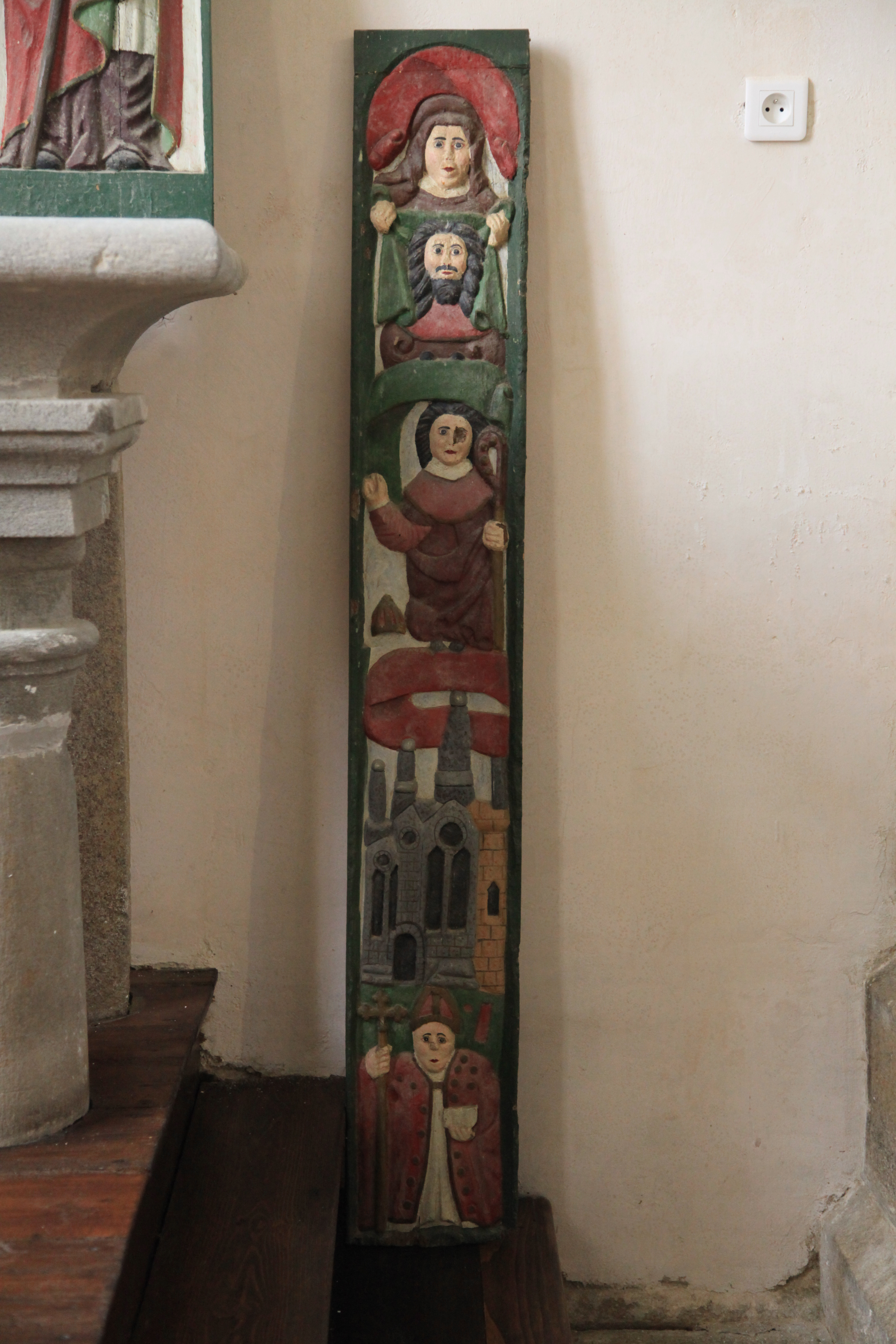
Élément de la niche
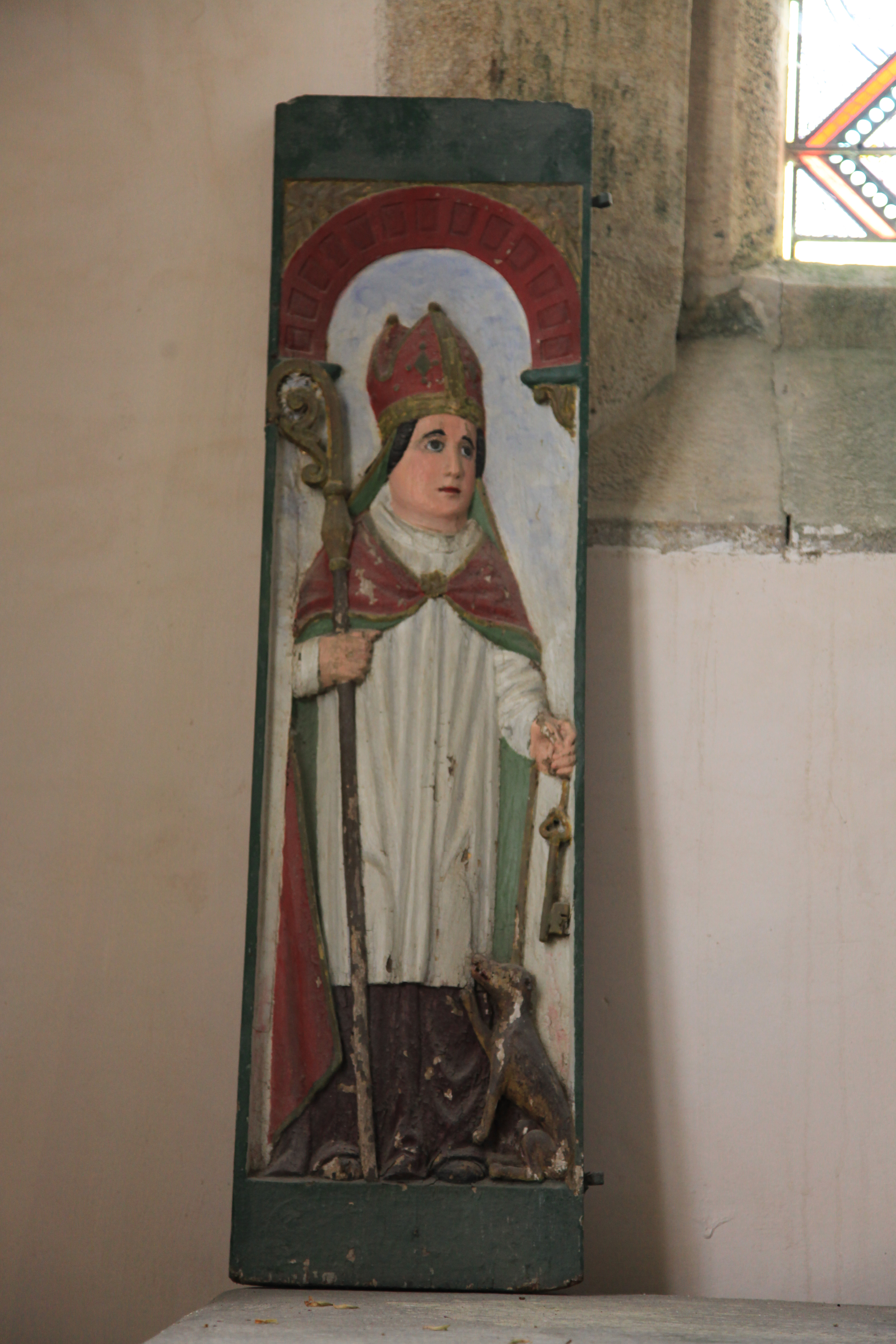
Saint Abujean avec sa clé et son chien
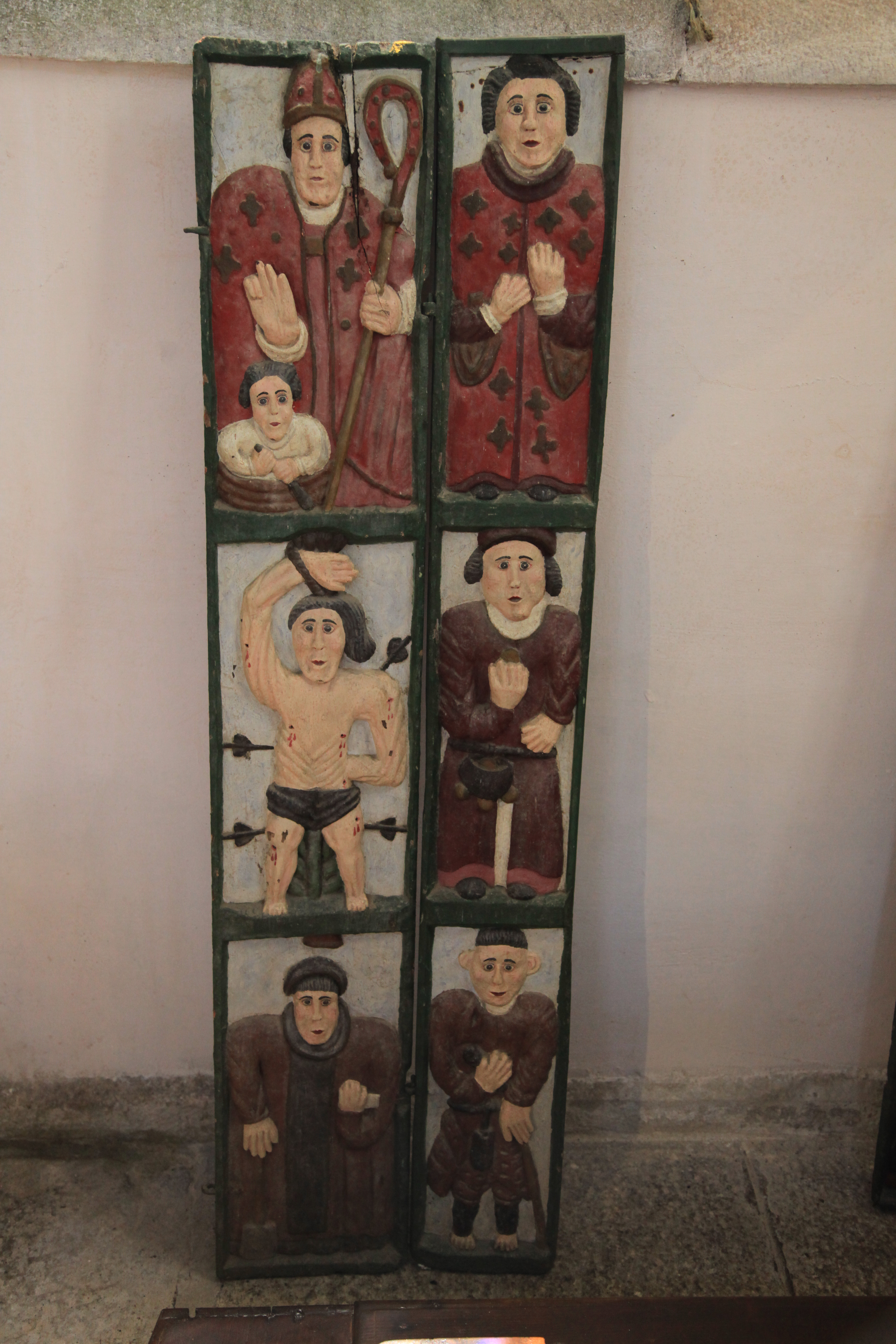
Saint Nicolas, saint Sébastien, saint Fiacre, Saint Yves, Le riche et le pauvre
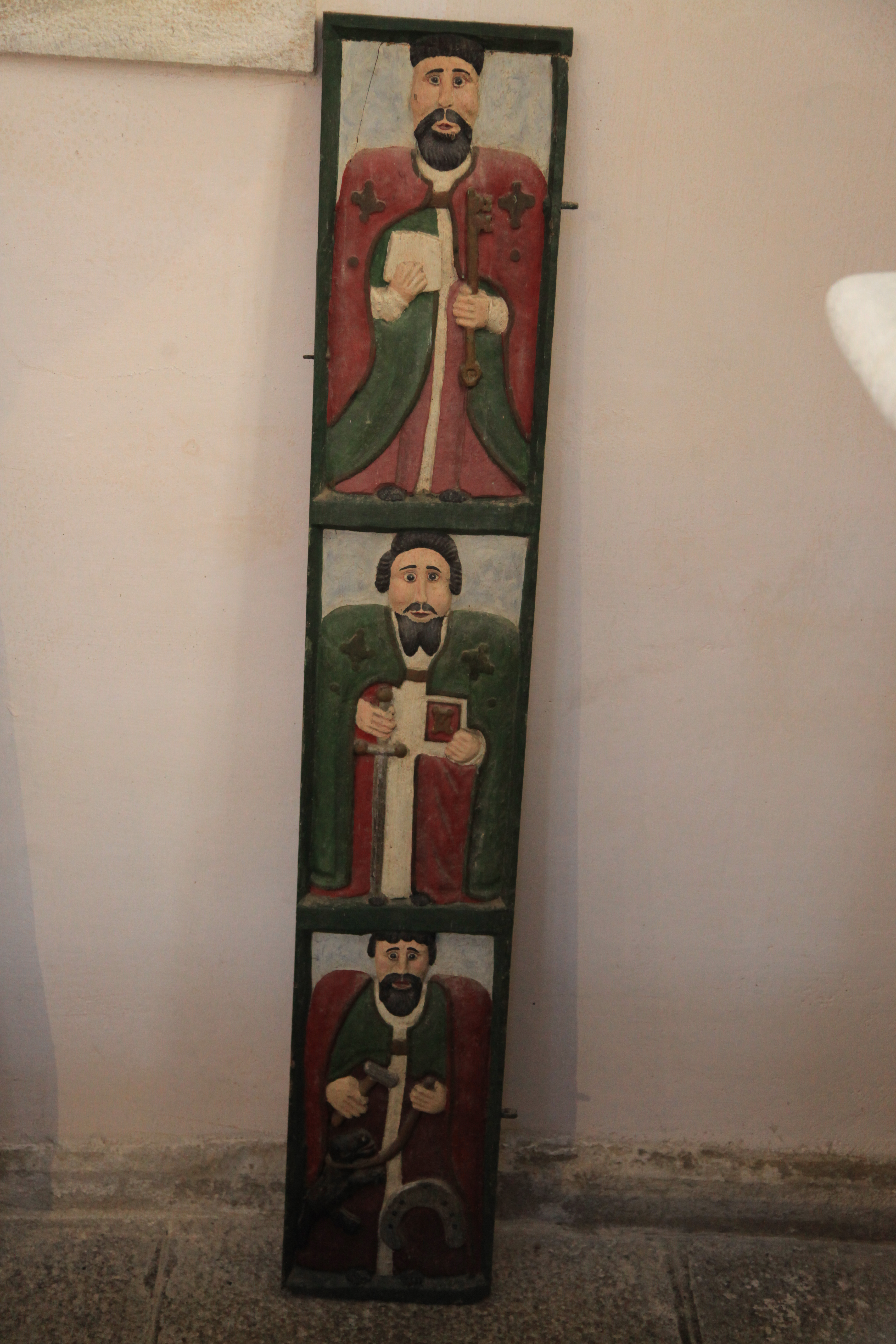
Saint Pierre, saint Paul, saint Éloi
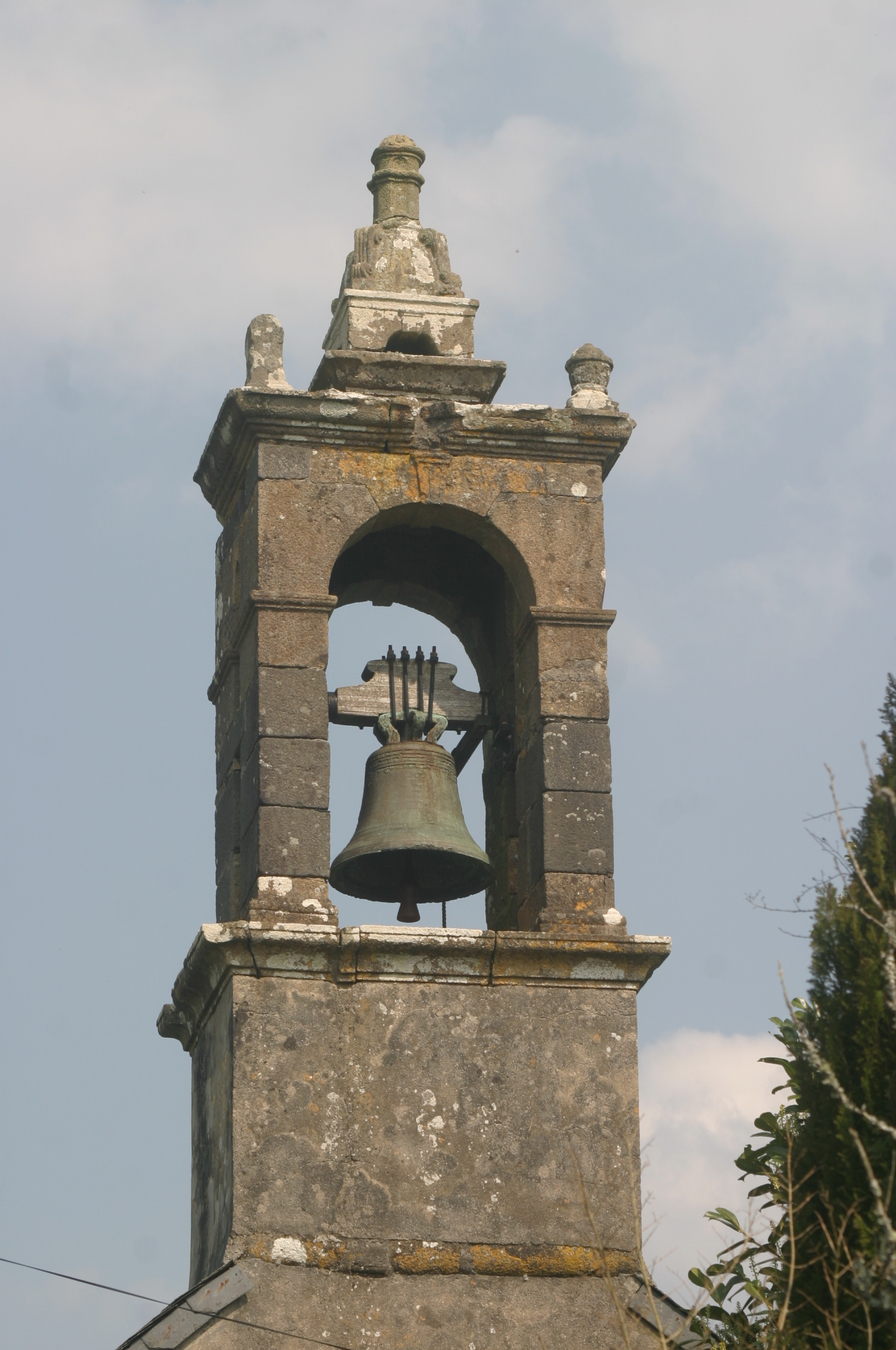
Clocher de la chapelle Saint-Conval réédifiée à Toulboën.
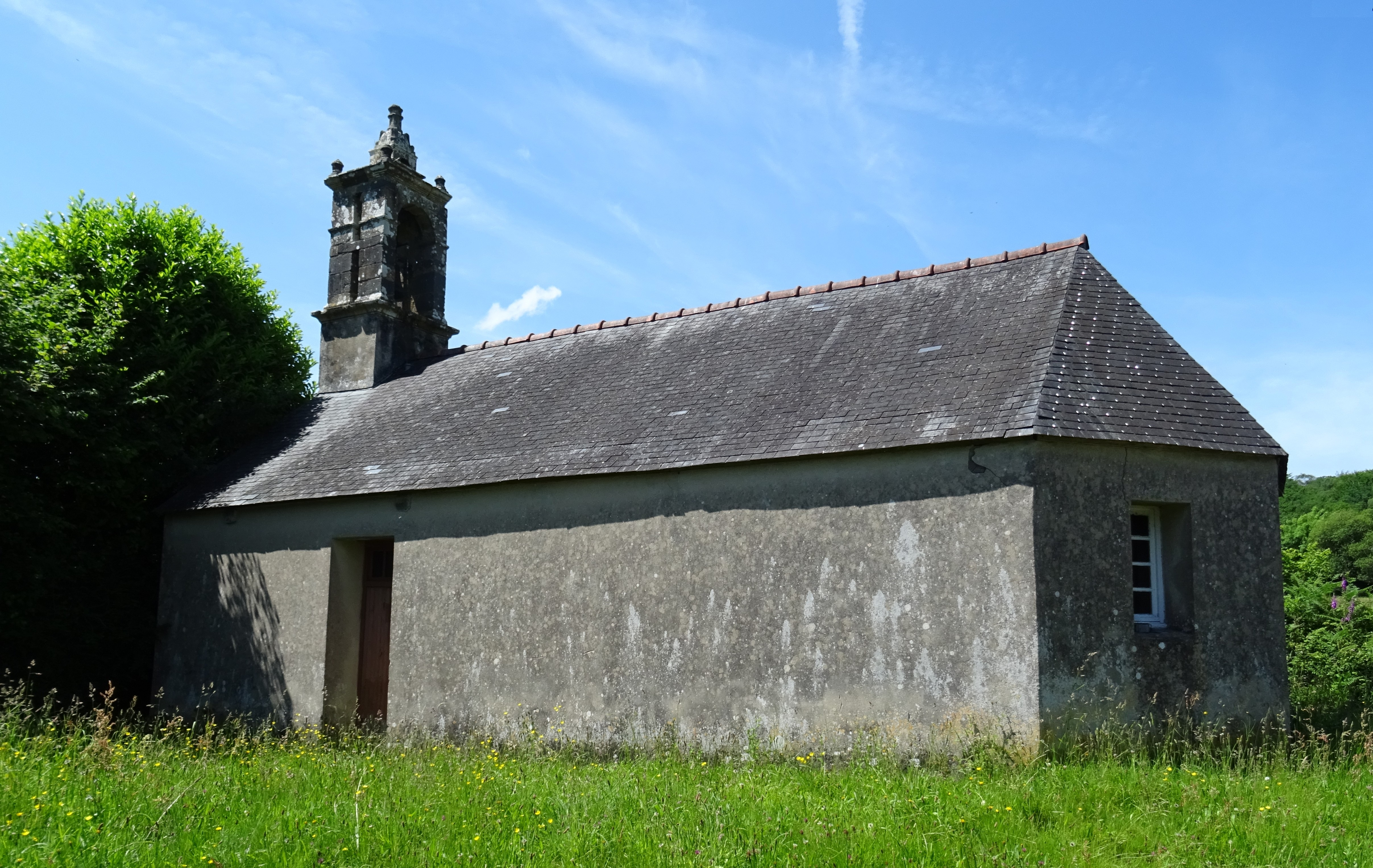
La nouvelle chapelle Saint-Conval édifiée vers 1950 à Toulboën (photographiée en 2025).
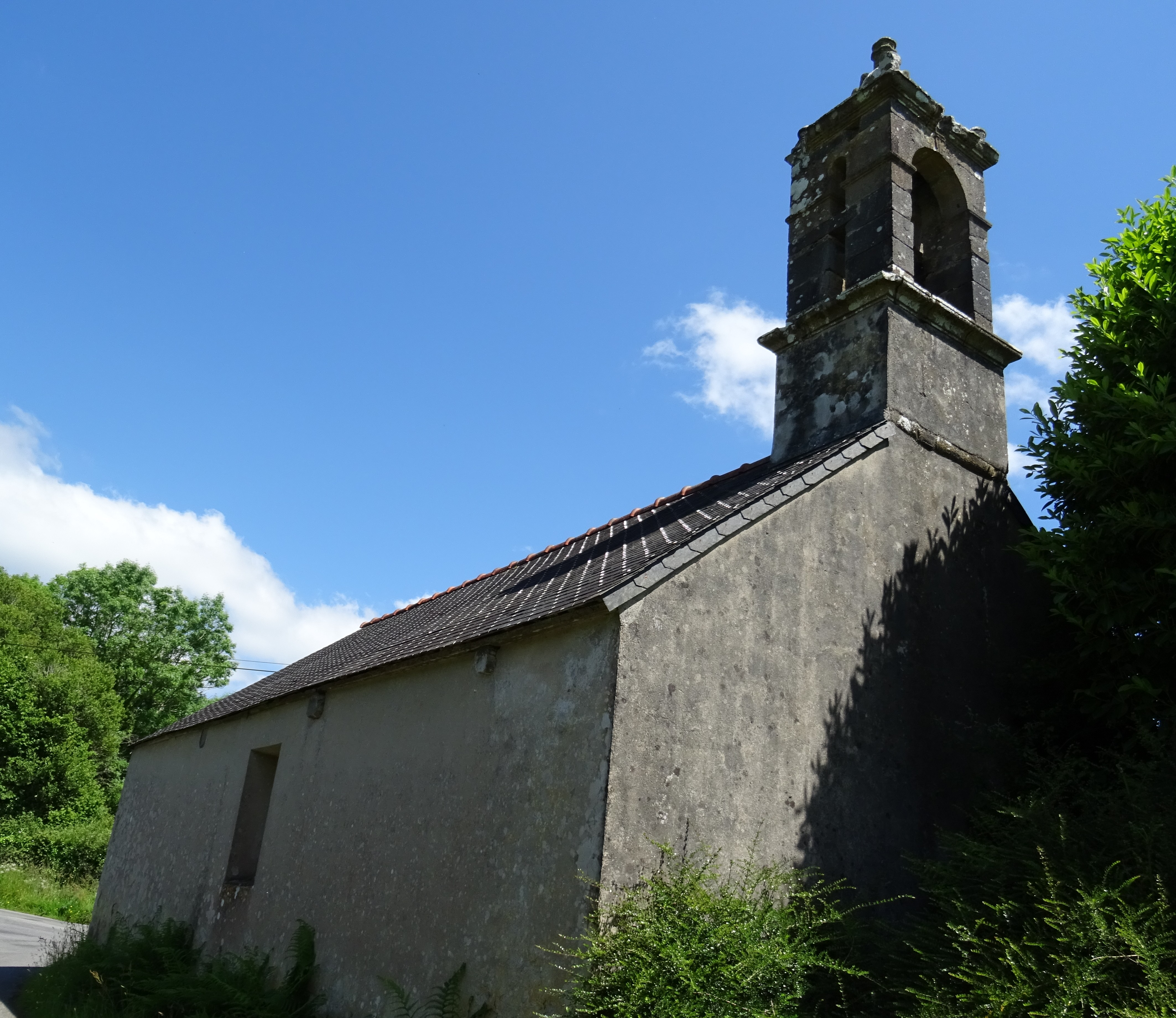
La nouvelle chapelle Saint-Conval édifiée vers 1950 à Toulboën (photographiée en 2025).